# Фотограм
Фотограм је уметничка фотографска техника која се ради без фотографког апарата – камере. Ту се ради о слици сенке која се ради тако да фотограф испод повећавајућег апарата или се употреби други извор светлости смешта неекспонирани фото-папир или други материјал који је осетљив на светло на којем ствара композицију са различитим провидним предметима. После осветљавања папира и њговог развијања и устаљавања настаје слика где на црној позадини иступа бела или црно- сиви предмети што је зависно од дужине експозиције и провидности употребљених предмета.
Најпознатији творац фотограма био је амерички фотограф Ман Реј који је своје фотограме називао „рејограмима“. Вилијам Хенри Фокс Талбот око 1838. године је експериментисао са фотограмима биљака.
- Фотограм инспирисан делом Ман Реја
- Напреднији фотограм при коме је аутор употребио и сиву скалу полотонова и боју